# Kenton (Ohio)

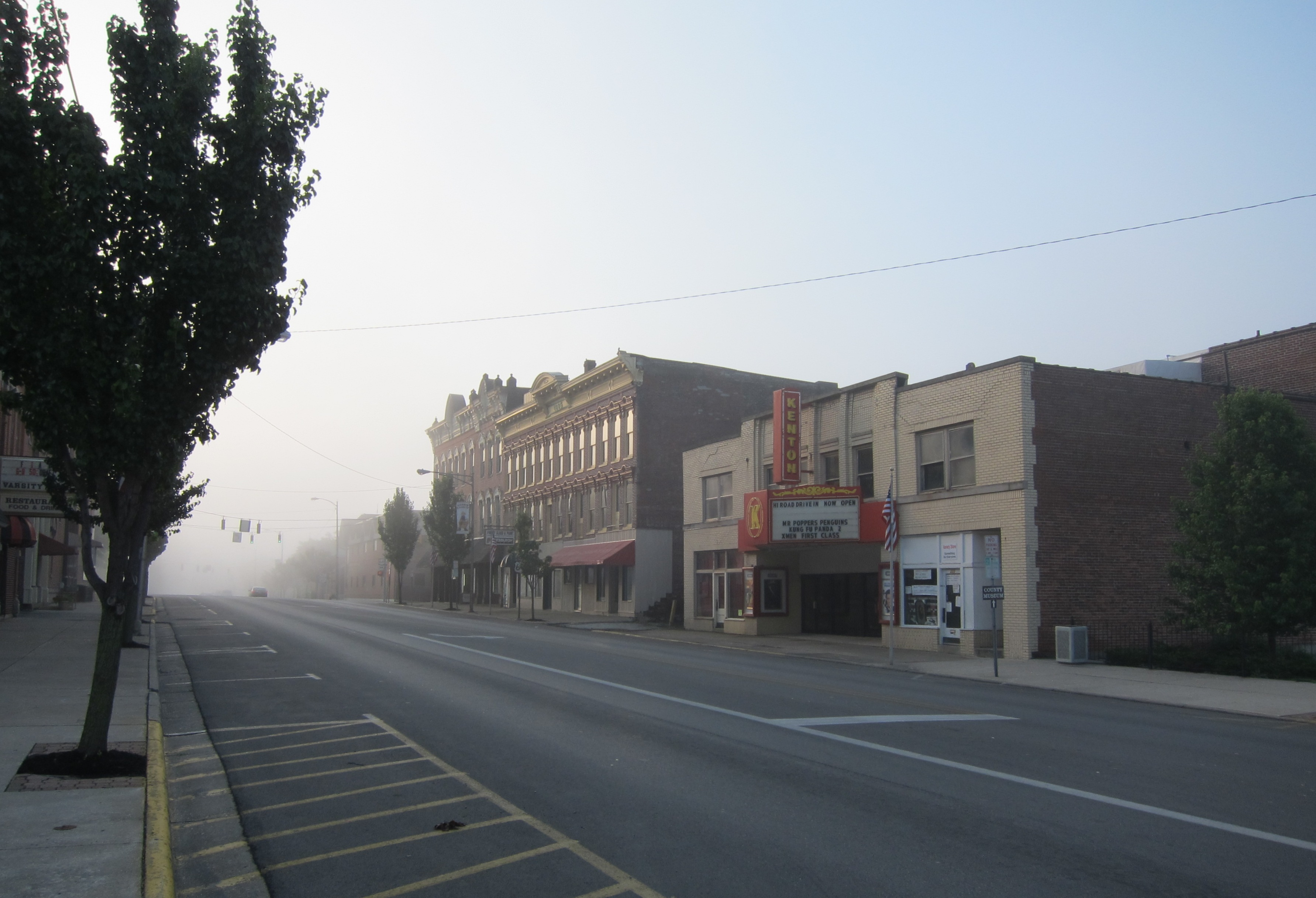
Downtown Kenton, Ohio (2011)

Kenton ist eine City im Hardin County im Bundesstaat Ohio der Vereinigten Staaten von Amerika. Die am Scioto River gelegene Stadt ist der Verwaltungssitz des Countys. Die Bevölkerung betrug 7.947 Einwohner bei der Volkszählung im Jahr 2020. Kenton ist damit die größte Stadt des Countys, hier lebt ein Viertel der Bevölkerung von Hardin.

## Geographie und Verkehr
Kenton liegt im Zentrum des Dreiecks zwischen den Städten Findlay, Lima und Marion. Kenton wird von allen drei Städten beeinflusst und man kann kaum sagen, zu welcher Metropolregion diese Kreisstadt gehört. Mehrere große Highways wie die Verbindung Fort Wayne–Columbus oder Toledo-Springfield bilden einen Verkehrsknotenpunkt in der Stadt.

## Geschichte
1833 wurde Kenton als Verwaltungssitz (County Seat) des neu errichteten Hardin Countys eingerichtet. Die Stadt wurde nach dem Pionier Simon Kenton (1755–1836), einem Begleiter von Daniel Boone und Soldat in General Anthony Waynes Armee in der Schlacht von Fallen Timbers, benannt. Simon Kenton wurde 1805 Brigadegeneral in der Miliz Ohios und nahm an Kämpfen gegen die Briten im Britisch-Amerikanischen Krieg teil. Sein Grabmonument steht in Urbana.
1840 hatte Kenton erst 300 Einwohner. 1845 bekam Kenton einen eigenen Gemeinderat und Bürgermeister. 1846 gab es zwei Kirchen, eine Sägemühle und eine Getreidemühle, zwölf Läden sowie eine Zeitungsredaktion am Ort. Die Wasserkraft des Scioto Rivers trug zum wirtschaftlichen Aufschwung der Stadt bei und als die Mad River and Lake Erie Railroad durch den Ort fuhr, wuchs Kenton sehr rasch. 1880 lebten schon fast 4000 Menschen in der Stadt, 1886 gab es bereits acht Kirchen, drei Banken und vier Zeitungsredaktionen.
Heute hat die Radiostation WKTN ihren Sitz in Kenton, als einzige Tageszeitung verblieb die Kenton Times.

## Wirtschaft
Der größte Arbeitgeber in der Stadt war die Champion Iron Fence Company, die Zäune aus Eisen herstellte und 125 Beschäftigte hatte. Es gab auch andere eisenverarbeitende Betriebe, aber ein wesentlicher Wirtschaftsfaktor war und ist die Landwirtschaft im Umland des Harding Countys sowie die Firmen in Kenton, die Geräte und Güter für die Farmer herstellen oder liefern.

## Persönlichkeiten
- William Lawrence (1819–1899), Kongressabgeordneter für Ohio (Republikaner), maßgeblich am Versuch der Amtsenthebung von Präsident Andrew Johnson beteiligt, starb in Kenton
- John R. Goodin (1836–1885), Absolvent der Kenton High School, wurde nach seiner Übersiedlung nach Kansas Kongressabgeordneter von Kansas (Demokratische Partei)
- Jacob Parrott (1843–1908), erster Träger der Medal of Honor, starb in Kenton
- Paul D. Robinson (1898–1974), geboren in Kenton, Zeichner des Comic-Strips Etta Kett für das King Features Syndicate
- Lawrence E. Stager (1943–2017), Archäologe
- John M. Murray (* um 1960), General der United States Army